# Rengsjö hembygdsförening
Rengsjö hembygdsförening bildades 1940. Föreningen äger och förvaltar delar av den gamla klungbyn Västerby i Rengsjö i Hälsingland, och ansvarar även för utsiktstornet på Bullerberget och en linskäkt vid Grissjöbäcken.
Västerby består av ett 30-tal olika byggnader, från 1500-talet och framåt. Norrgården används för servering och välbesökta julstugor. I bagarstugan bakas sommartid äkta Rengsjötunnbröd på vedeldad häll. I den gamla sockenstugan finns en vävstuga.
Under rubriken Bondeliv i Västerby ordnar föreningen en mängd aktiviteter sommartid kring bland annat jordbruk, linhantering och brödbak. Barnaktiviteterna På Gammelmormors tid lockar många besökare.